# Mythicomyia levigata
Mythicomyia levigata is een vliegensoort uit de familie van de Mythicomyiidae. De wetenschappelijke naam van de soort is voor het eerst geldig gepubliceerd in 1961 door Melander.